# Sainte-Thérèse-de-Gaspé
Sainte-Thérèse-de-Gaspé è un comune del Canada, situato nella provincia del Québec, nella regione di Gaspésie-Îles-de-la-Madeleine.